# Alfara de Algimia
Alfara de Algimia är en kommunhuvudort i Spanien.   Den ligger i provinsen Província de València och regionen Valencia, i den östra delen av landet, 290 km öster om huvudstaden Madrid. Alfara de Algimia ligger 182 meter över havet och antalet invånare är 487.
Terrängen runt Alfara de Algimia är huvudsakligen kuperad, men den allra närmaste omgivningen är platt. Runt Alfara de Algimia är det ganska tätbefolkat, med 65 invånare per kvadratkilometer. Närmaste större samhälle är Sagunto, 11,7 km sydost om Alfara de Algimia. 